# Lokala Andliga Råd
Lokala andliga råd (engelska: Local Spiritual Assemblies) kallas den demokratiskt valda ledningsgrupp på nio personer som leder bahá'í-samfunden på lokal nivå (i Sverige på kommunnivå). Det är samfundsmedlemmar som har fyllt 21 som är valbara och har rätt att rösta. Valet sker varje vår inför det nya bahá'í-året, som börjar den 21 mars. Ett samfund måste ha minst nio medlemmar för att ha rätt att bilda ett Lokalt andligt råd.

## Historia
Ursprungsidén när det gäller institutionen "lokal andlig församling" finns i religionsgrundaren Bahá'u'lláhs lagbok Kitáb-i-Aqdas:
| ” | Herren har ordinerat att det i varje stad skall upprättas ett lokalt Andligt hus där det skall finnas rådgivare motsvarande talvärdet i Baha (dvs 9 stycken), och det spelar ingen roll om det skulle överstiga detta antal. De skall ha i åtanke att de träder in i rådet i närvaro av Gud, den Allhärlige, den allra Högste, den som är den Osynlige. De skall ha gjort sig kända som de Barmhärtiga bland människorna och de skall se sig själva som beskyddare utvalda av Gud när det gäller allt som uppehåller sig på jorden. De är ålagda att konsultera tillsammans och att ha sin uppmärksamhet riktad mot Guds tjänares intressen – Hans sak – även när de måste ägna sig åt sina egna angelägenheter, samt att (när de fattar sina beslut) bestämma det som är lämpligt och anständigt. | „ |

År 1902 sände Bahá'u'lláhs son och bemyndigade uttolkare ett meddelande till bahá'íerna i Chicago där han bad dem använda namnet "Andligt råd" på den lokala styrande organisation de upprättat. Han ansåg att namn som "Lokalt rättvisans hus" inte var passande eftersom det skulle kunna uppfattas som en konkurrerande institution med domstolarna i USA.  Samma anvisning hade redan inpassats i hela Iran.   I USA spreds dock inte instruktionen vidare från Chicago, och omkring 1910 hade de lokala konsultativa organen en hel uppsättning olika namn i olika städer: “Council Board, “Board of Consultation,” “House of Spirituality,” och "Executive Committee", och antalet rådsmedlemmar varierade från fem till 19. Rådsmedlemmarna bestod uteslutande av män tills 'Abdu'l-Bahá 1911 sade till dem att även välja in kvinnor. 
Under 1900-talets första decennium (1900 - 1911) upprättades konsultativa organ i USA i Kenosha, Wisconsin, Boston, Massachusetts, Washington, D.C., Spokane, Washington, norra Hudson County, New Jersey och San Franciscos storstadsområde; i Bombay i Indien; i Kaiiro, Egypten; i Acre i Palestine; i Baku i Azerbajdzjan; i Tbilisi i Georgien; i Ashgabat i Turkistan; i Samarkand i Uzbekistan; i Mashhad, Abadih, Qazvin, and Tabriz i Iran. År 1922 sände 'Abdu'l-Bahás efterträdare Shoghi Effendi brev till hela bahá'í-världen med budskapet att det var av "väsentlig betydelse" att Lokala andliga råd ( Local Spiritual Assemblies) inrättades i alla orter där antalet bahá'íer var nio eller fler  Uppmaningen resulterade i en kraftig uppgång för de lokala råden. År 1928 fanns 85 Lokala andliga råd – 47 i USA, 6 i Australien, 5 i Iran, 4 i Indien, 4 i England, 3 i Burma, 2 i Canada, 1 i Brasilien,  1 i Egypten,  1 i Frankrike, 1 i Japan, 1 i Korea, 1 i Libanon, 1 i Nya Zeeland, 1 i Palestina, 1 i Ryssland, 1 i Sydafrika, 1 i Schweiz, 1 i Syrien och 1 i Turkiet. Uppgifterna från Tyskland kom för sent för att inkluderas i listan över Lokala andliga råd 1928; Detta år hade Tyskland 37 lokala råd; dessa och Tysklands Nationella andliga råd upplöstes när nazisterna tog makten i landet.

## Funktion
Det lokala andliga rådet har ordförande (utan utslagsröst), vice ordförande, sekreterare, kassör, eventuellt protokollsekreterare och vanliga ledamöter. Det Lokala andliga rådet väljs för 1 år. Den 21 april varje år väljs nya Lokala andliga råd. Rådets uppgifter är nästan uteslutande administrativa, även om rådsmedlemmar kan vara vigselförrättare, bistå vid begravningar samt vid ärenden som rör skilsmässor. Det Lokala andliga rådet har även huvudansvaret för att 19-dagsfester (bahá'í-trons gudstjänster) anordnas och att helgdagar högtidlighålls. 
En enskild samfundsmedlem kan inte vända sig till rådet eller enskilda rådsmedlemmar för att få personlig andlig vägledning eller "bekänna sina synder", då trons instiftare Bahá'u'lláh klart deklarerade att detta är en sak mellan den enskilde och Gud och att en människa begår övergrepp på sig själv genom att lämna ut sig andligt till en annan människa och därmed förödmjuka sig själv. Däremot är det tillåtet att söka tröst hos en vän, söka vägledning hos någon som har stora erfarenheter eller tillfråga rådet om vilka riktlinjer som allmänt gäller.
Bahá'í-administrationen omfattar även ett Nationellt andligt råd, och trossamfundets högsta beslutande organ är Universella Rättvisans Hus som har sitt säte i Haifa i Israel.

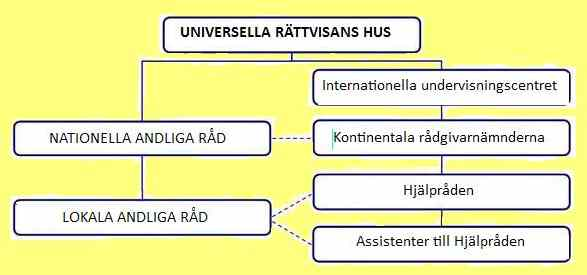
Översikt av hur bahá'í-tron är organiserad.

## Lokala andliga råd i Sverige
De drygt 1000 vuxna bahá'íerna i Sverige var bosatta i 24 etablerade lokala bahá'í-samfund år 2007: Botkyrka kommun, Eskilstuna, Gotland, Göteborg, Gävle, Kalmar, Karlstad, Linköping, Lund, Malmö, Norrköping, Nässjö, Partille, Sigtuna, Sollentuna kommun, Solna kommun, Stockholm, Umeå, Sundsvall, Upplands Väsby, Uppsala, Västerås, Växjö och Örebro. Bahá'í-samfundet är registrerat som en förening i varje kommun, men samfunden tar inte på någon nivå emot bidrag från stat, kommun, landsting, företag, politiska partier, andra organisationer, etc. Verksamheten är helt medlemsfinansierad. 

## Lokala andliga råd i världen
I hela världen var år 2004 drygt sex miljoner bahá'íer bosatta på 101 965 orter i 191 länder och 45 territorier.   Dessa orter fördelades på världens kontinenter enligt följande:
- Asien 40,3 % av antalet orter där bahá'íer är bosatta
- Afrika 26,2 % av antalet orter där bahá'íer är bosatta
- Amerika (både Nord- och Sydamerika) 22,2 % av antalet orter där bahá'íer är bosatta
- Europa 7,0 % av antalet orter där bahá'íer är bosatta
- Australien och Oceanien 4,3 % av antalet orter där bahá'íer är bosatta
- Summa bahá'í-samfund 100,0 % av antalet orter där bahá'íer är bosatta

År 2005 hade 9 631 av dessa orter har kunnat bilda Lokala andliga råd. Att Asien, trots sina många troende bahá'íer, inte kunnat bilda flest Lokala andliga råd beror inte främst på att bahá'íerna i Asien bor så utspridda att de inte utgör nio medlemmar på de flesta orter. Anledningen är i stället att råden är förbjudna eller motarbetas och att samfunden förföljs i flera muslimska länder. Värst är situationen för Irans 463 000 bahá'íer.
- Afrika 3 067 Lokala andliga råd
- Amerika 2 741 Lokala andliga råd
- Asien 2 186 Lokala andliga råd
- Europa 860 Lokala andliga råd
- Australien och Oceanien 777 Lokala andliga råd

Europa är, som data visar, en svag kontinent när det gäller Bahá'í-tron, särskilt med tanke på Europas folkmängd och många länder. Inget europeiskt land finns bland de 20 främsta, oavsett om man ser till antalet bahá'í-troende eller andelen bahá'íer i procent av landets befolkning. Detta beror till största delen på att Bahá'í-rörelsen inte kunnat missionera i Östeuropa under kommuniståren genom att låta s.k. pionjärer flytta till olika städer på andra sidan Järnridån. De europeiska länder där flest bahá'í-troende lever är Spanien med 13 000 och Tyskland med drygt 12 000 anhängare, men Storbritannien uppges ha mellan 4 600 och nästan 37 000 anhängare.